# قارچ‌های زنگاری
قارچ‌های زنگاری (نام علمی: Pucciniomycotina) نام یک زیرشاخه از شاخه قارچ‌های چتری است.